# Ghost Corps
Ghost Corps, Inc, es una compañía de producción estadounidense creada en marzo de 2015 para la franquicia de Ghostbusters.

## Historia
La compañía estuvo formada en marzo de 2015 por Sony Pictures Entertainment para crear un universo cinemático de Ghostbusters y expandir la película a marcas , serie televisiva y mercancías. La compañía esta al mando de Ivan Reitman y Dan Aykroyd junto con Reitman,  Montecito Picture Company como socios, Tom Pollock, Ali Bell y Alex Plapinger.

## Proyectos
El primer proyecto de la compañía era una película imagen real que estuvo planeada para ser producida y estrenada después de la película de Ghostbusters, en 2016. La película era producida por Channing Tatum, Reid Carolin y Peter Kiernan, con un guion escrito por Drew Pearce, pero más tarde fue cancelado.
Su segundo proyecto era una serie animada llamada Ghostbusters: Ecto Force, que estuvo anunciada para el 20 de junio de 2016 y estuvo planeada para estrenarse en 2018. El foco de la serie seria un equipo nuevo de Cazafantasmas en el año 2050 quiénes capturan fantasmas alrededor del mundo. Reitman reveló en agosto de 2017 que la serie había sido aplazada para priorizar el desarrollo de la animación de Ghostbusters.
Su tercer proyecto, una secuela a la que lo llamó Ghostbusters 2020 teniendo lugar en la continuidad original conjunto por las primeras dos películas, por ello ignorando el reboot del 2016, había sido anunciado por Sony Pictures y Ghost Corps. Jason Reitman, Ivan Reitman y el hijo de este último, han sido confirmados para dirigir, y un tráiler se estrenó en el 15 de enero de 2019.